# Zak Penn
Zak Penn (1968 –) amerikai forgatókönyvíró, filmrendező és producer. Legnagyobb sikereit a hollywoodi szuperhős-filmekkel érte el, mint forgatókönyvíró. A filmek mellett videójátékokat is ír.
A Wesleyan Egyetemen végzett 1990-ben. Apja, Arthur Penn, New York-i üzletember és jogász.

## Filmjei

### Színészként
- Vakvilág egyetem  (1994)
- Csillagtérképek (1997)
- Chuck és Buck (2000)
- Ozmózis Jones – A belügyi nyomozó (2001)
- Hero Factor (televíziós sorozat, 2008)

### Forgatókönyvíróként
- Az utolsó akcióhős (1993)
- Vakvilág egyetem (1994)
- Bigyó felügyelő (1999)
- Ellenséges terület (2001)
- X-Men 2 (2003)
- Loch Ness-i forgatás (2004)
- Zéró gyanúsított (2004)
- Elektra (2005)
- Fantastic Four (videójáték, 2005)
- X-Men: The Official Game (videójáték, 2006)
- X-Men: Az ellenállás vége (2006)
- A nagy játszma (2007)
- A hihetetlen Hulk (2008)
- Spy Hunter (videójáték, 2009)
- Bosszúállók (2012)
- Alphas (televíziós sorozat, 2011-2012)
- Karate Kid 2 (előkészületek)

### Rendezőként
- Loch Ness-i forgatás (2004)
- A nagy játszma (2007)

### Producerként
- Ozmózis Jones – A belügyi nyomozó (2001)
- Ozzy & Drix (televíziós sorozat, 2002)
- Loch Ness-i forgatás (2004)
- The Grand (2007)
- Alphas (2011)

## Jelölések
1993-ban Arany Málna díjra jelölték Az utolsó akcióhős forgatókönyvéért. A díjat végül a  Tisztességtelen ajánlat vihette haza.